# Charlotta Frölich
Charlotta Frölich (Gävle, Suècia, 28 de novembre de 1698 - Uppsala, Suècia, 21 de juliol de 1770) fou una escriptora, historiadora, agrònoma i poetessa sueca. Va escriure poemes, històries i treballs sobre temes polítics i científics i va ser la primera dona a ser publicada per la Reial Acadèmia de les Ciències de Suècia. De vegades va utilitzar el pseudònim "Lotta Triven".

## Biografia
Charlotta Frölich era filla del comte Carl Gustaf Frölich i Beata Christina Cronström, i la neboda de l'autora i visionària religiosa Eva Margareta Frölich. L'any 1735 va contreure matrimoni amb Johan Funck, governador d'Uppland. Frölich va descriure la seva infància com a molt estricta, privada de qualsevol luxe i consagrada al luteranisme i al treball dur, i va declarar que havia estat educada en història, lectura, escriptura, tasques de la llar i religió. Va evitar el matrimoni durant molts anys perquè desitjava dedicar-se a l'agricultura. No obstant això, després de la seva unió amb Funck, continuaria amb aquesta labor. Tant abans com durant el seu matrimoni, Frölich va ser propietària de la hisenda Överbo, on tenia un alt forn en el qual fabricava ferro colat.
Entre els anys 1741 i 1742 es convertiria en la primera dona a ser publicada per la Reial Acadèmia de les Ciències de Suècia, amb tres llibres sobre agronomia en els quals descrivia les experiències pròpies i aportava diversos invents en agricultura. L'única altra dona que va ser publicada per l'Acadèmia de les Ciències durant l'Era de la Llibertat (Frihetstiden) va ser Eva Ekeblad. El 1759 Charlotta Frölich va publicar un llibre sobre història, fet que la convertiria en la primera historiadora del seu país. L'any 1768 va ser, juntament amb Françoise Marguerite Janiçon, una de les dues dones que van participar en el debat polític sobre les polítiques econòmiques de l'estat en el qual Frölich ja havia publicat prèviament sense un pseudònim.
Va ser també una poetessa famosa per les seves poesies fúnebres.

## Treballs
- Et ankommit bref om såningsmachinen under namn af Lotta Triven (1741), llibre sobre agronomia.
- Huru Norrlands bråkorn bör skötas i södre orterne i Swerige, beskrifwit af Lotta Triwen (1742), llibre sobre agronomia.
- I föregående ämne eller om ängeskötsel är ingifwit af Lotta Triwn (1742), llibre sobre agronomia.
- Swea och Götha christna konungars sagor, sammanfattade til underrättelse för Sweriges almoge och menige man, som af dem kunna lära, huru deras k. fädernesland ifrån flera hundrade år tilbakars blifwit regerat, samt es, huru på gudsfruktan,: laglydnad, dygd och enighet altid följt Guds wälsignelse; men deremot synd, lagens och eders öfwerträdelse, samt oenighet, haft til påföljder swåra landsplågor, blodsutgiutelser, förödelser m.m. (1759), llibre d'història.
- Charlotta Frölichs Enslighets nöje, eller Gudeliga tanckar under en andäktig bibel-läsning yttrade i rim i anledning af åtskilliga anderika språk, som til enskylt ro och förnöjelse samt lefwernes förbättring blifwit anförde och korteligen: förklarade. Tryckt i Upsala 1763 (1763), llibre d'oració espiritual.
- Den utflugne bi-swärmen, eller Högwälborna fru grefwinnan - - N.N:s. berättelse til herr - - - - - N.N. Om en af honom gifwen, men år 1768 förolyckad bi- stok eller bi-kupa. Jämte herr - - - - - N.N:s swar på samma berättelse Stockholm, tryckt hos Lorens Ludvig Grefing 1768 (1768), llibre sobre política.
- Poëme, till allmänheten, om folck-ökningen i Sverige (1768), llibre sobre política.